# Raymond Jeener
Pour les articles homonymes, voir Jeener.
Raymond Jeener, né le 7 août 1904 à Saint-Gilles (Bruxelles) et mort le 11 avril 1995  à Auderghem, est un biologiste moléculaire belge.
Il a été professeur à l'Université libre de Bruxelles.

## Ses recherches et découvertes
Fondateur, conjointement avec le biologiste belge Jean Brachet, du département de biologie moléculaire de l'ULB, Raymond Jeener participe activement aux recherches sur le rôle de l'acide ribonucléique (ARN) dans la biosynthèse des protéines, sur le mécanisme de la biosynthèse des virus des végétaux (ex.: Mosaïque du tabac) et des bactériophages, et sur la phase préimmune de la réaction immunitaire. Tous deux ouvrent la voie aux découvertes du biochimiste belge René Thomas sur le phénomène de réplication-inhibition des bactériophages, appelé effet Thomas-Bertani.

## Distinctions et prix
- Membre correspondant de l'Académie royale de Belgique, élu le 6 juin 1964[1].
- Lauréat du prix Francqui en sciences biologiques et médicales, en 1954.

## Famille
Raymond Jeener est l'époux d'Hélène Massart, fille du botaniste Jean Massart. Il est le père du physicien et chimiste Jean Jeener.